# دولت‌آباد (شهربابک)
دولت‌آباد، یک روستا از توابع بخش دهج، شهرستان شهربابک در استان کرمان ایران است. دولت‌آباد ۱۵ نفر جمعیت دارد.

## جمعیت
این روستا در دهستان جوزم قرار دارد و براساس سرشماری مرکز آمار ایران در سال ۱۳۸۵، ۱۵ نفر (۴ خانوار) جمعیت داشته‌است.